# Syncola epaphria
Syncola epaphria är en fjärilsart som beskrevs av Edward Meyrick 1916. Syncola epaphria ingår i släktet Syncola och familjen förnamalar. Inga underarter finns listade i Catalogue of Life.